# Split-Operator-Methode
Die Split-Operator-Methode (SOP) ist ein numerisches Verfahren mit dem die zeitabhängige Schrödingergleichung gelöst werden kann. Bei der Methode wird der Hamiltonoperator {\displaystyle {\hat {H}}} in einen kinetischen Teil {\displaystyle {\hat {T}}} (Impulsteil) und in einen Potentialteil {\displaystyle {\hat {V}}} gespalten und einzeln angewendet. Dabei wird von der schnellen Fourier-Transformation (FFT) Gebrauch gemacht, um zwischen Impulsraum und Ortsraum zu wechseln.

## Die Schrödingergleichung

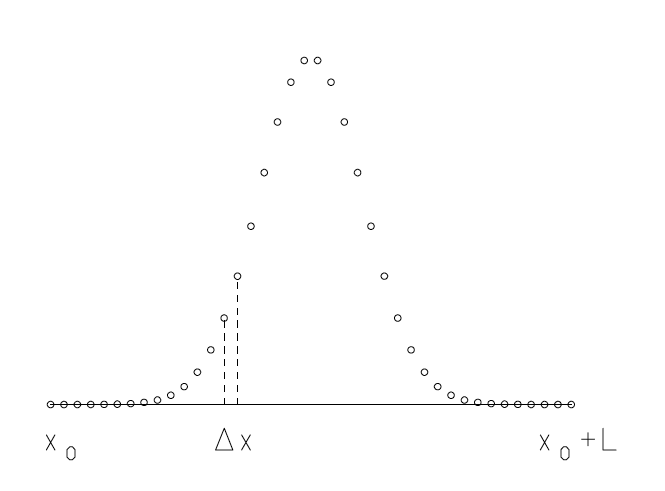
Die Wellenfunktion auf einem äquidistanten Gitter dargestellt (Ortsraum)

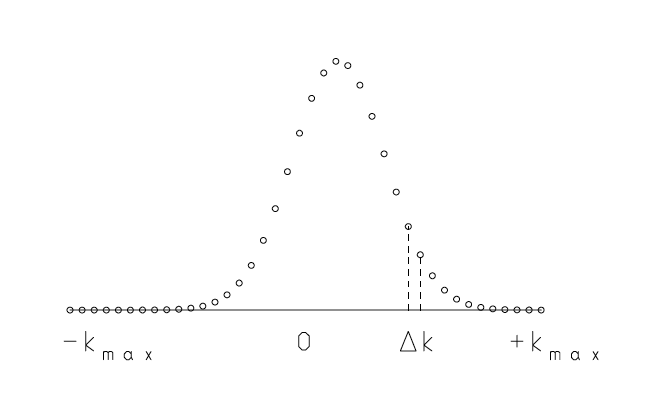
Die Wellenfunktion auf einem äquidistanten Gitter dargestellt (Impulsraum)

Die zeitabhängige Schrödingergleichung ist definiert als
{\displaystyle i\hbar {\frac {\partial \psi (x,t)}{\partial t}}={\hat {H}}(t)\psi (x,t),}
wobei {\displaystyle \textstyle {\hat {H}}(t)=-{\frac {\hbar ^{2}}{2m}}\Delta +V(t)} der Hamiltonoperator ist.
Die Wellenfunktion {\displaystyle \psi (x,t)} wird im Ortsraum auf einem äquidistanten Gitter dargestellt. Als Startwerte werden die Werte von {\displaystyle \psi (x,t_{0})} zur Zeit {\displaystyle t_{0}} an den Gitterpunkten vorgegeben. Durch das Verfahren wird die Wellenfunktion zu einem späteren Zeitpunkt {\displaystyle t=t_{0}+\Delta t} berechnet.
Die Wirkung des Hamiltonoperators {\displaystyle \textstyle {\hat {H}}(t)={\frac {{\hat {\mathbf {p} }}^{2}}{2m}}+{\hat {V}}(t)} auf eine Wellenfunktion {\displaystyle {\hat {H}}\psi ={\hat {T}}\psi +{\hat {V}}\psi } wird mit der schnellen Fourier-Transformation berechnet. Dazu wird neben dem Gitter im Ortsraum auch ein Gitter im Impulsraum benötigt. Die Auflösung im Impulsraum {\displaystyle \Delta k={\tfrac {2\pi }{L}}} ist durch die Länge {\displaystyle L} des Gitters im Ortsraum festgelegt. Es gilt {\displaystyle \Delta k\Delta x={\tfrac {2\pi }{N}}}, wobei {\displaystyle N} die Anzahl der Gitterpunkte ist.

## Anwendung der diskreten Fourier-Transformation
Der Potentialoperator {\displaystyle {\hat {V}}} besitzt im Ortsraum eine diagonale Matrixdarstellung und wirkt daher lokal auf jeden Gitterpunkt {\displaystyle x_{i}}:
{\displaystyle \left({\hat {V}}(t)\psi \right)(x_{i})=V(x_{i},t)\cdot \psi (x_{i}).}
Genauso wird der kinetische Operator {\displaystyle {\hat {T}}} mit seiner diagonalen Darstellung im Impulsraum berechnet. Für jeden Gitterpunkt {\displaystyle k_{i}} gilt:
{\displaystyle \left({\hat {T}}{\tilde {\psi }}\right)(k_{i}))={\frac {\hbar ^{2}}{2m}}{k_{i}}^{2}{\tilde {\psi }}(k_{i}).}
Dabei ist die diskrete Darstellung der Wellenfunktion {\displaystyle {\tilde {\psi }}(k_{i})} im Impulsraum durch die diskrete Fourier-Transformation {\displaystyle {\hat {Z}}^{\dagger }} gegeben:
{\displaystyle {\tilde {\psi }}(k_{i})=\langle k_{i}|\psi \rangle =\sum _{x_{j}}\langle k_{i}|x_{j}\rangle \langle x_{j}|\psi \rangle ={\frac {\Delta x}{\sqrt {2\pi }}}\sum _{x_{j}}e^{-ik_{i}x_{j}}\psi (x_{j})}
In Vektorschreibweise lautet diese Gleichung
{\displaystyle {\vec {\tilde {\psi }}}=c^{-1}{\hat {Z}}^{\dagger }{\vec {\psi }}}
mit
{\displaystyle {\vec {\tilde {\psi }}}:=({\tilde {\psi }}(k_{0}),\dotsm ,{\tilde {\psi }}(k_{N-1}))^{T}}
{\displaystyle {\vec {\psi }}:=(\psi (x_{0}),\dotsm ,\psi (x_{N-1}))^{T}}
{\displaystyle Z_{ij}:=N^{-{\frac {1}{2}}}e^{+ik_{i}x_{j}}}
{\displaystyle c:={\tfrac {\sqrt {2\pi N}}{L}}.}
Entsprechend erhält man für die Rücktransformation in den Ortsraum
{\displaystyle \psi (x_{j})={\frac {\Delta k}{\sqrt {2\pi }}}\sum _{k_{i}}e^{+ik_{i}x_{j}}{\tilde {\psi }}(k_{i})}
beziehungsweise
{\displaystyle {\vec {\psi }}=c{\hat {Z}}{\vec {\tilde {\psi }}}}
mit den Gitterschrittweiten {\displaystyle \Delta x={\tfrac {L}{N}}} bzw. {\displaystyle \Delta k={\tfrac {2\pi }{L}}}. Hierbei ist {\displaystyle L} die Länge des Gitters im Ortsraum und {\displaystyle N} die Zahl der Punkte im Orts- und Impulsraum. Die Konstante {\displaystyle c} wird nur benötigt, wenn die richtige Normierung der Funktion {\displaystyle {\tilde {\psi }}} gewünscht wird. Die Fourier-Transformation erhält die Norm der Vektoren {\displaystyle {\vec {\tilde {\psi }}}} und {\displaystyle {\vec {\psi }}}.

## Split-Operator-Methode
Die Berechnung der {\displaystyle e}-Funktion eines Operators wird in der Diagonaldarstellung des Operators besonders einfach. Die Split-Operator-Methode verwendet eine Zerlegung des Hamiltonoperators in die Operatoren für kinetische Energie {\displaystyle {\hat {T}}} und für potentielle Energie {\displaystyle {\hat {V}}}, welche im Impuls- bzw. Ortsraum Diagonalform annehmen.
Der durch die Nicht-Vertauschbarkeit von {\displaystyle {\hat {T}}} und {\displaystyle {\hat {V}}} entstehende Fehler kann durch die symmetrische Aufspaltung
{\displaystyle e^{-{\frac {i}{\hbar }}{\hat {H}}\Delta t}\approx e^{-{\frac {i}{\hbar }}{\frac {\hat {T}}{2}}\Delta t}\cdot e^{-{\frac {i}{\hbar }}{\hat {V}}\Delta t}\cdot e^{-{\frac {i}{\hbar }}{\frac {\hat {T}}{2}}\Delta t}}
auf Terme der Größenordnung {\displaystyle {\Delta t}^{3}} reduziert werden: Mit {\displaystyle {\hat {X}}:=-{\tfrac {i}{\hbar }}{\hat {T}}\Delta t} und {\displaystyle {\hat {Y}}:=-{\tfrac {i}{\hbar }}{\hat {V}}\Delta t} erhält man für die rechte Seite
{\displaystyle \exp \left({\frac {\hat {X}}{2}}\right)\exp \left({\hat {Y}}\right)\exp \left({\frac {\hat {X}}{2}}\right)=\exp \left({\frac {\hat {X}}{2}}+{\hat {Y}}+{\frac {\hat {X}}{2}}+\underbrace {{\frac {1}{2}}\left[{\frac {\hat {X}}{2}},{\hat {Y}}\right]+{\frac {1}{2}}\left[{\hat {Y}},{\frac {\hat {X}}{2}}\right]} _{0}+{\frac {1}{12}}\left[\left[{\frac {\hat {X}}{2}},{\hat {Y}}\right],{\hat {X}}+2{\hat {Y}}\right]+\dotsm \right).}
Der führende Fehlerterm ist somit proportional zu {\displaystyle {\Delta t}^{3}\left[\left[{\hat {T}},{\hat {V}}\right],{\hat {T}}+2{\hat {V}}\right]}.

## Diagonalform
Eine Koordinatentransformation {\displaystyle {\hat {Z}}^{\dagger }} vom Orts- in den Impulsraum ermöglicht eine einfache Berechnung von
{\displaystyle e^{-{\frac {i}{\hbar }}{\frac {\hat {T}}{2}}\Delta t}\psi ={\hat {Z}}e^{-{\frac {i}{\hbar }}{\frac {\hat {T}}{2}}\Delta t}{\hat {Z}}^{\dagger }\psi .}
Mit der diagonalen Darstellung des Operators der kinetischen Energie
{\displaystyle {\hat {T}}={\hat {Z}}^{\dagger }{\hat {T}}{\hat {Z}}={\begin{pmatrix}{\frac {\hbar ^{2}}{2m}}{k_{0}}^{2}&0&\cdots &0\\0&\ddots &0&0\\\vdots &\vdots &\ddots &\vdots \\0&0&\cdots &{\frac {\hbar ^{2}}{2m}}k_{N-1}^{2}\\\end{pmatrix}}}
erhält man
{\displaystyle e^{-{\frac {i}{\hbar }}{\frac {\hat {T}}{2}}\Delta t}={\begin{pmatrix}\ddots &0&\cdots &0\\0&e^{-{\frac {i}{\hbar }}{\frac {\Delta t}{2}}{\frac {\hbar ^{2}}{2m}}k_{i}^{2}}&0&0\\\vdots &\vdots &\ddots &\vdots \\0&0&\cdots &\ddots \\\end{pmatrix}}.}
Die Koordinatentransformation erfolgt auf dem {\displaystyle N}-Punkt-Gitter {\displaystyle x_{0},\dotsm ,x_{N-1}} mit Hilfe der diskreten Fourier-Transformation:
{\displaystyle {\tilde {\psi }}(k_{i})=N^{-{\frac {1}{2}}}\sum _{j=0}^{N-1}\psi (x_{j})e^{-ik_{i}x_{j}}}     für   {\displaystyle i=0,\dotsm ,N-1}
oder {\displaystyle {\vec {\tilde {\psi }}}={\hat {Z}}^{\dagger }{\vec {\psi }}}.

## Numerischer Algorithmus
Durch Zusammenfassen der aufeinanderfolgenden Terme {\displaystyle {\hat {Z}}e^{-{\frac {i}{\hbar }}{\frac {\hat {T}}{2}}\Delta t}{\hat {Z}}^{\dagger }} zweier Zeitschritte lässt sich die Zahl der Fourier-Transformationen, d. h. der numerische Aufwand, reduzieren: {\displaystyle {\hat {Z}}^{\dagger }{\hat {Z}}=1}, und die beiden {\displaystyle e}-Funktionen mit {\displaystyle {\frac {\hat {T}}{2}}} ergeben {\displaystyle e^{-{\frac {i}{\hbar }}{\hat {T}}\Delta t}}.
Die Wellenfunktion nach {\displaystyle n} Zeitschritten erhält man also durch:
- Fourier-Transformation von {\displaystyle \psi _{0}}
- Multiplikation mit den Diagonalelementen {\displaystyle e^{-{\frac {i}{\hbar }}{\frac {\Delta t}{2}}{\frac {\hbar ^{2}}{2m}}k_{i}^{2}}} (halber Zeitschritt)
- Rücktransformation
- Multiplikation mit den Diagonalelementen {\displaystyle e^{-{\frac {i}{\hbar }}V_{i}\Delta t}}
- Fourier-Transformation
- Multiplikation mit den Diagonalelementen {\displaystyle e^{-{\frac {i}{\hbar }}\Delta t{\frac {\hbar ^{2}}{2m}}k_{i}^{2}}} (ganzer Zeitschritt)
- usw., bis beim letzten Schritt noch einmal eine Multiplikation mit halben Zeitschritt wie in der zweiten Zeile notwendig wird.